# Franz Josef von Denzinger

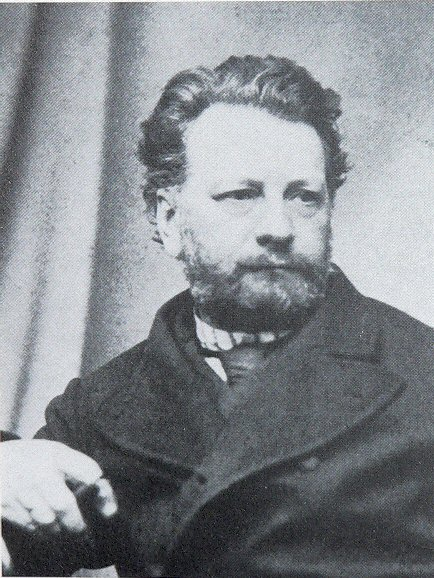
Franz Josef Ritter von Denzinger

Franz Josef Denzinger, ab 1891 Ritter von Denzinger, (* 24. Februar 1821 in Lüttich; † 14. Februar 1894 in Nürnberg) war ein deutscher Architekt mit Schwerpunkt im Sakralbau. Zu seinen Werken gehören zahlreiche Kirchen, u. a. die „Vollendung“ des Regensburger Doms und der Wiederaufbau des Frankfurter Doms.

## Leben

### Ausbildung
Franz Josef Denzinger wurde in Lüttich als Sohn des Universitätsprofessors für Philosophie Ignaz Denzinger (1782–1862) und dessen Ehefrau Marie Thekla Denzinger geb. Molitor geboren. Sein Bruder war der Theologe Heinrich Denzinger. Die Familie übersiedelte 1831 nach Würzburg, wo der Sohn das Gymnasium besuchte und anschließend an der Julius-Maximilians-Universität, wo sein Vater als ordentlicher Professor lehrte, die allgemeinen Wissenschaften studierte. Ab 1842/1843 studierte er Ingenieurwissenschaften an der Polytechnischen Akademie München, sowie Architektur an der Münchner Kunstakademie. 1846 schloss er seine Ausbildung mit der Staatsprüfung als Ingenieur für den Staatsbaudienst für Straßen-, Brücken- und Wasserbau ab, 1847 ergänzt durch die Prüfung als Architekt für Zivilbau.

### Stationen Bayern, Regensburg
Zunächst arbeitete er für vier Jahre als Ingenieur in Donauwörth, Augsburg, Würzburg, Bad Kissingen, Bad Reichenhall und München. 1854 wurde er als Bauingenieur nach Bamberg berufen, aber noch vor Antritt der Stelle als Zivilbauingenieur nach Regensburg gesandt, wo er die räumliche Nutzung des dann von der Stadt 1856 erworbenen Thon-Dittmer-Palais begutachten und bewerten musste.
Das Jahr 1855 nutzte Denzinger für eine Studienreise durch die österreichischen und deutschen Staaten aber auch nach Frankreich, Belgien und in die Schweiz. Noch im gleichen Jahr heiratete er in Regensburg Hedwig Magdalena Genofeva von Stefenelli und erstellte in den Folgejahren den Neubau eines chemischen Laboratoriums in Erlangen.

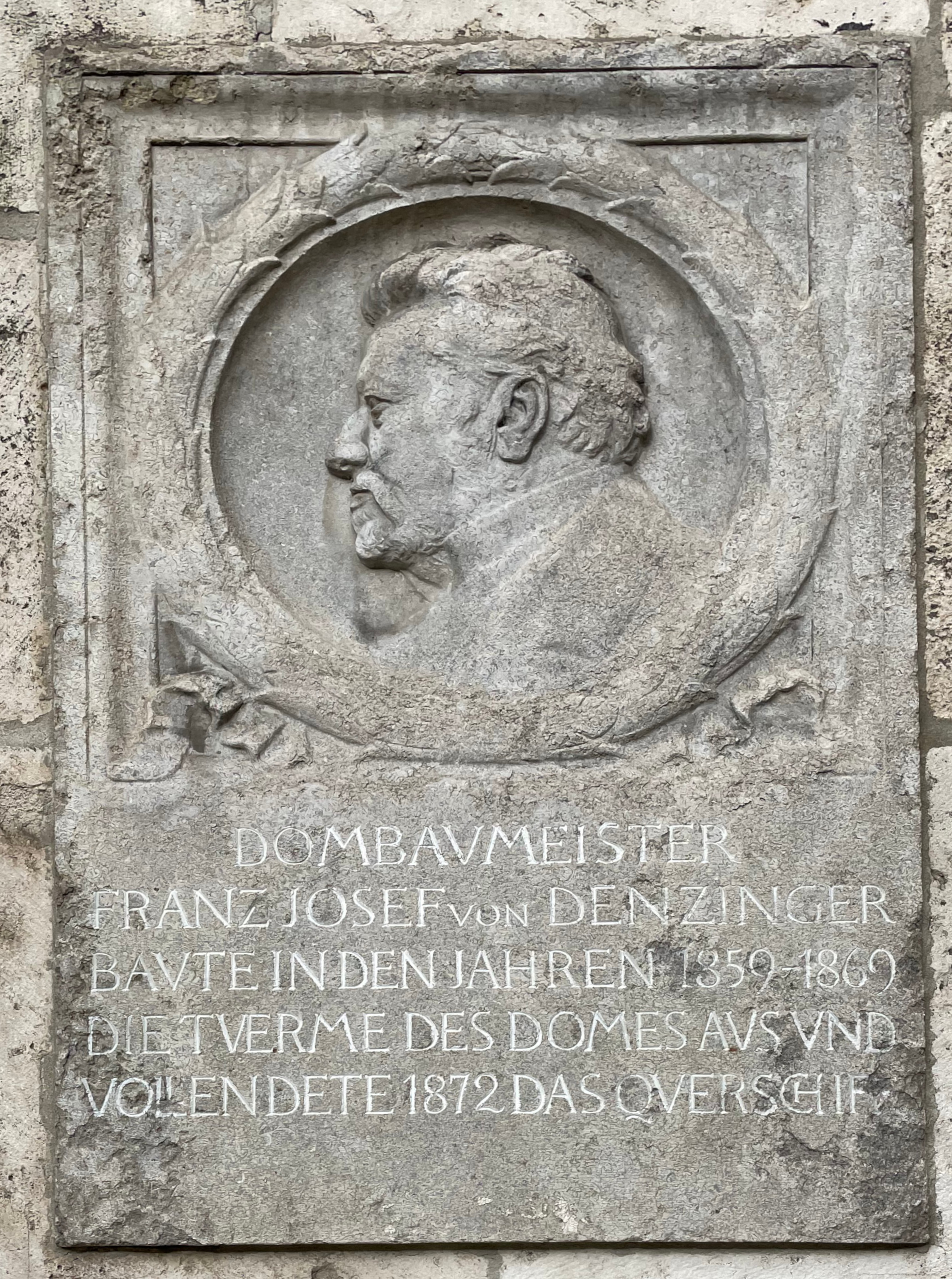
Gedenktafel für Franz Josef Denzinger an der Außenfassade des Regensburger Doms

Entscheidend für seine Karriere wurde seine Ernennung zum Beamten an der königlichen Baubehörde in Regensburg im Jahr 1858 und im Folgejahr die Bestellung zum Dombaumeister in Regensburg durch Bischof Ignatius von Senestrey. Der neue Bischof hatte sich schon am Beginn seiner Amtszeit die Vollendung des mittelalterlichen Regensburger Doms durch den Ausbau der beiden Domtürme zum Ziel gesetzt. Dazu hatten ihn sowohl König Maximilian II. als auch dessen 1848 abgedankter Vater Ludwig I. gedrängt, denn seit 1810 war der Dom Eigentum des Königreichs Bayern. Zur Finanzierung des Baus wurde ein Dombauverein gegründet. Nach heftigen internen Auseinandersetzungen zwischen der staatlichen Baubehörde und dem Dombaumeister über die vorliegenden Ausbaupläne, in die sich auch der Bischof vehement einmischte, wurde der Ausbau der Domtürme unter Leitung von Dombaumeister Denzinger nach dessen eigenen Entwürfen in den Jahren von 1860 bis 1869 erreicht, immer begleitet von guten Wünschen seines Unterstützers und Gönners Ludwig I. Dessen Wunsch, die Fertigstellung seines Doms noch zu erleben, wurde nicht erfüllt, weil er bereits 1868 starb. In den Baujahren war Denzinger auch noch mit Gutachten zu weiteren kirchlichen Bauprojekten in Ulm, Würzburg, Mainz, Bremerhaven und Partenkirchen beschäftigt. Er erwarb in Fachkreisen großes Ansehen und war Mitglied in vielen überregionalen Bau- und Gelehrtenausschüssen.
Nach Abschluss der Arbeiten an den Regensburger Domtürmen wurde Denzinger im Juni 1869 zum Ehrenbürger von Regensburg ernannt und mit einigen Orden ausgezeichnet.

### Station Frankfurt
1869 siedelte Denzinger nach Frankfurt am Main über, wo er bis 1877 als Dombaumeister den Wiederaufbau des 1867 niedergebrannten Doms leitete, wobei der Turm seine neue Spitze nach den Plänen des Dombaumeisters von 1415 Madern Gerthener erhielt. Während dieser Arbeiten betrieb er neben umfangreichen gutachterlichen Tätigkeiten auch noch am Regensburger Dom die Vollendung des Querschiffs mittels Querhausgiebeln und Vierungsdachreiter. Dabei ließ sich aber anstatt eines Vierungsturms nach den mittelalterlichen Befunden nur ein hölzerner Dachreiter verwirklichen, der mit Zinkblech verkleidet wurde.

### Endstation München
1879 kehrte Denzinger in den bayerischen Staatsdienst zurück, wurde Regierungs- und Kreisbaurat in Bayreuth und war weiterhin umfangreich gutachterlich auf dem Gebiet des Kirchbaus tätig. 1885 wurde Denzinger als Oberbaurat nach München berufen und trat 1891 in den Ruhestand. Zum Abschied aus dem Staatsdienst wurde er durch die Verleihung des Ritterkreuzes des Verdienstordens der Bayerischen Krone in den persönlichen Adelsstand erhoben.
Am 14. Februar 1894 starb Denzinger überraschend an einem Schlaganfall auf einer Reise als Jurymitglied eines Architekturwettbewerbs in Nürnberg. Er wurde auf dem Alten Münchner Nordfriedhof beigesetzt.

## Bedeutung und Ehrungen
Die wichtigsten Leistungen von Denzinger sind die Vollendungen der Dome in Regensburg und Frankfurt. In Regensburg wurde im Oktober 1897 von mehreren ortsansässigen Honoratioren ein Denkmal-Komitee gegründet, das sich zum Ziel setzte, für den „Geisteshelden Denzinger“ den „genialen Schöpfer der künstlerischen Vollendung der Mutterkirche des Bistums, unserer majestätischen Kathedrale“ ein Denkmal in Regensburg zu errichten. Nach 13 -jähriger Planung, nach vielen vergeblichen Standortsuchen und Entwürfen entschied man sich für eine kleine Gedenktafel mit Porträtmedaillon. Sie wurde östlich außen an der Südfassade des Doms angebracht und ist wohl den meisten Regensburgern bisher nicht aufgefallen, weil sie sehr unauffällig ist.
Denzinger galt als hervorragender Kenner der mittelalterlichen Architektur und wurde häufig als Gutachter bei Kirchenbauten oder -renovierungen zu Rate gezogen, u. a. beim Ulmer Münster, beim Mainzer Dom, bei der Katharinenkirche in Oppenheim, beim Würzburger Dom, beim Straßburger Münster und bei der Kathedrale von Metz.
Er erhielt zahlreiche Ehrungen, u. a.
- 1868: Berufung zum Mitglied der Akademie der bildenden Künste Wien
- 1869: Verleihung der Ehrenbürgerwürde von Regensburg
- 1869: Berufung zum Mitglied der Commission für Erhaltung der Kunstdenkmäler und Alterthümer in Bayern
- Meister des Freien Deutschen Hochstifts in Frankfurt am Main
- Mitglied des Gelehrten-Ausschusses des Germanischen Museums in Nürnberg

Für seine Verdienste wurde er mit mehreren Orden ausgezeichnet und beim Eintritt in den Ruhestand persönlich geadelt.
- 1869: Ritterkreuz des Verdienstordens vom Heiligen Michael I. Klasse
- 1871: Ritterkreuz des Franz-Joseph-Ordens
- 1891: Ritterkreuz zum Verdienstorden der Bayerischen Krone mit Erhebung in den persönlichen Adelsstand

In Regensburg wurde im Stadtteil Kumpfmühl eine Straße nach ihm benannt.

## Bauten (Auswahl)
- 1856–1857: Chemisches Laboratorium der Friedrich-Alexander-Universität in Erlangen
- 1858: Saline und Solbad in (Bad) Kissingen
- 1859–1872: Vollendung des Regensburger Doms
- Entwürfe zur 1863–1864 errichteten Kirche in Kemnath und zur katholischen Kirche in Hof (Saale)
- 1867–1879: Wiederaufbau des Frankfurter Doms St. Bartholomäus
- 1874–1877: Stadtarchiv in Frankfurt am Main
- 1875–1881: Dreikönigskirche in Frankfurt am Main (Neugotik)
- 1884–1886: Erneuerung von Chor und Langhaus der Pfarrkirche St. Jakobus in Leutenbach (mit Friedrich Kratzer)[4]
- Restaurierung der Stiftskirche in Aschaffenburg
- Georgskirche in Nördlingen
- Stadtpfarrkirche in Burghausen
- Renovierung der Pfarrkirche St. Valentinus in Kiedrich
- Neubau der Kirche in Hetzles bei Erlangen
- 1894–1899 (postum): Adalberokirche in Würzburg (nach Vorlagenzeichnungen Denzingers; Neuromanik)

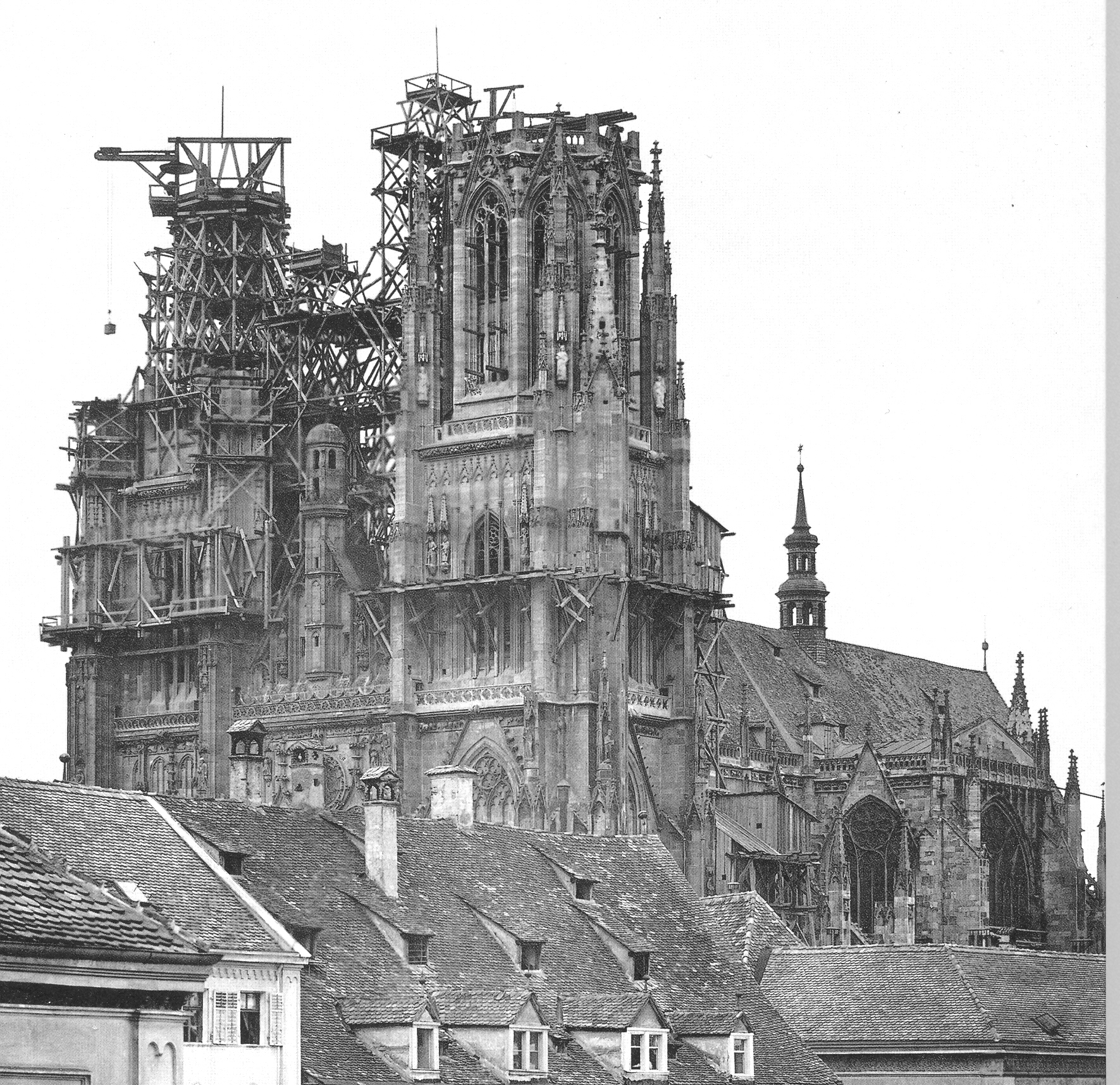
Regensburger Dom (Frühjahr 1865)
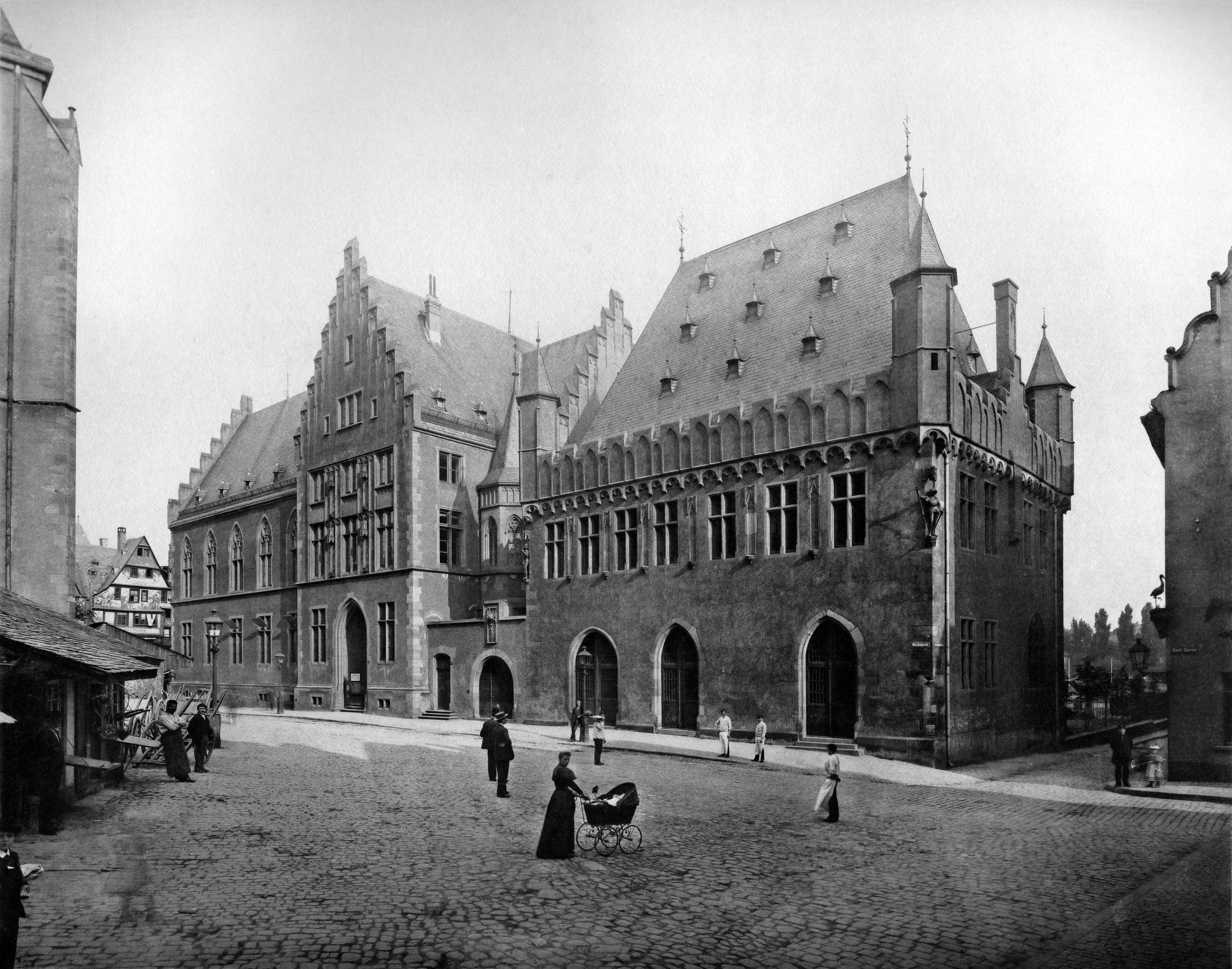
Stadtarchiv in Frankfurt (links, 1877)
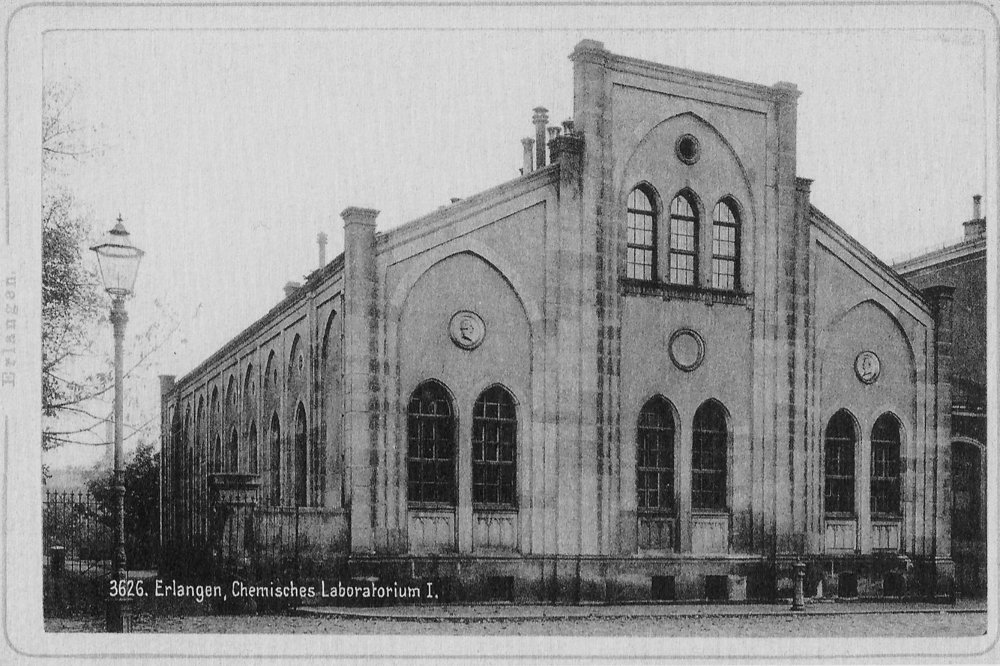
Chemisches Laboratorium Erlangen (1895)
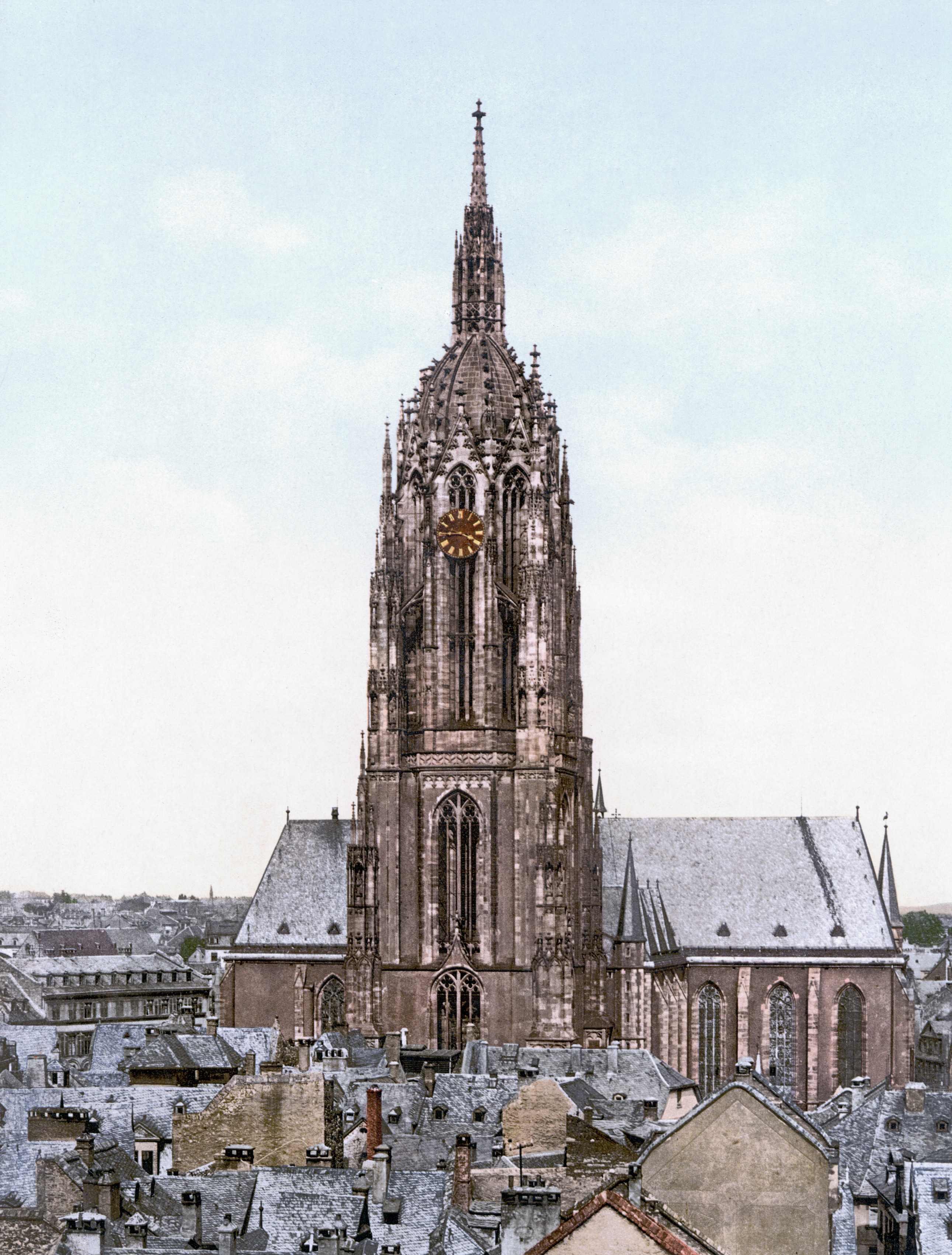
Frankfurter Dom nach dem Wiederaufbau (1877)
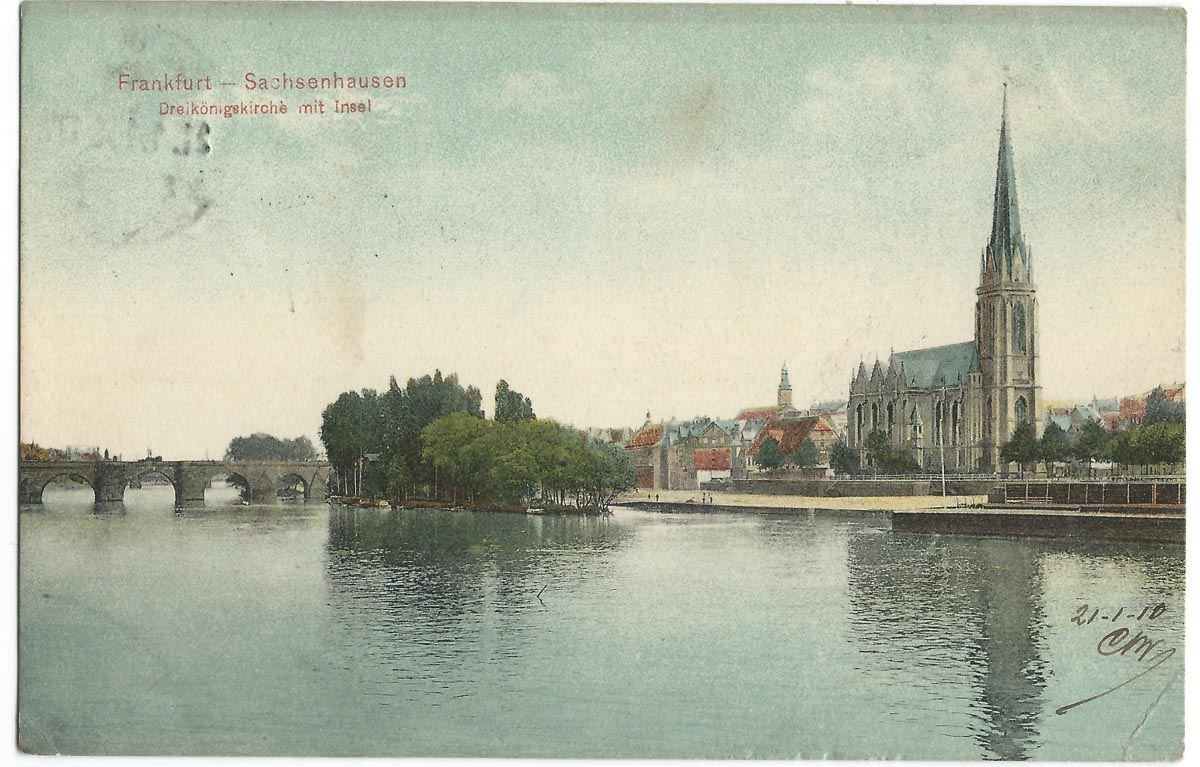
Dreikönigskirche in Frankfurt (1880)